# トランス・ステーツ・ホールディングス
トランス・ステーツ・ホールディングス（Trans States Holdings）は、2005年に設立されたアメリカ合衆国の持株会社。ミズーリ州ブリッジトンに本部を置く。3つの地域航空会社を所有している。

## 子会社
- コンパス・エアラインズ（英語版）
- ゴージェット・エアラインズ（英語版）
- トランス・ステイツ航空